# Physiculus dalwigki
La musdea nera (Physiculus dalwigkii) è un pesce abissale di mare della famiglia Moridae dell'ordine Gadiformes.

## Distribuzione e habitat
Si trova nel mar Mediterraneo occidentale e nell'Oceano Atlantico orientale nelle fasce subtropicale e temperata calda. Nei mari italiani non è comune ed è nota dalla Sicilia, da Napoli e dal mar Ligure.

Non si sa molto sulla sua biologia, vive su fondi fangosi del piano circalitorale.

## Descrizione
Questa specie è apparentemente simile alla musdea, ha corpo che si assottiglia progressivamente fino ad un sottile peduncolo caudale che porta una piccolissima pinna caudale, un breve barbiglio sotto il mento, pinne ventrali piccole con un raggio allungato, pinne pettorali piccole. L'occhio è molto grande. Le pinne dorsali sono due, la prima breve, triangolare, relativamente alta e breve, la seconda è lunga e giunge al peduncolo caudale, come la pinna anale che è unica e praticamente simmetrica alla seconda dorsale. Tra le pinne ventrali è presente un fotoforo.

Il colore del pesce è bruno scuro, con una macchia nera all'ascella della pinna pettorale ed un bordo scuro su tutte le pinne impari, la bocca internamente è bianca.

Raggiunge una lunghezza di circa 25 cm.

## Riproduzione
Le uova e le larve sono pelagiche; queste ultime hanno 4 raggi della pinna ventrale allungati fin oltre la coda.

## Pesca
Si cattura occasionalmente con le reti a strascico.